# Lukas Müller
Lukas Müller (født 19. maj 1987) er en tysk tidligere roer, som først og fremmest roede otter. 
Müllers første store resultat kom, da han var med til at vinde sølv ved VM for U/23 i otteren i 2009. I 2010 var han med til at vinde både EM- og VM-guld som senior, og VM i 2011 gav også guld.
Han var igen med for Tyskland ved OL 2012 i London, hvor tyskerne var store favoritter som verdensmestre de seneste tre år. De vandt også problemfrit deres indledende heat, og i finalen tog de spidsen fra starten og holdt den, skønt de øvrige både pressede godt på, især Canada, der vandt sølv, og Storbritannien på tredjepladsen.
Efter OL tog han en pause fra roningen, men han vendte ikke tilbage til roning på eliteplan igen.